# Национальный музей военно-морских сил США
Национальный музей военно-морских сил США (англ. National Museum of the United States Navy) или сокращенно Музей ВМС США (англ. U.S. Navy Museum) — «флагманский» музей Военно-морских сил США расположенный в бывшем цехе затворных механизмов старого завода по производству морских орудий на территории верфи в городе Вашингтоне в округе Колумбия в Соединённых Штатах Америки.
Музей является одним из десяти официальных музеев ВМС США и является частью проекта Военно-морская история и наследие США — официальной исторической программы ВМС США. Своей главной задачей сотрудники Музея называют сбор, сохранение, демонстрацию и интерпретацию исторических артефактов и произведений искусства с целью информирования, просвещения и воодушевления военно-морского персонала и широкой общественности.

## История

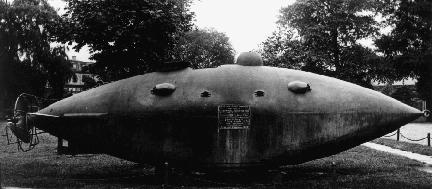
Подводная лодка «Разумный кит» — один из экспонатов Музея ВМС США (до 1999 года)

Музей ВМС США был основан в 1961 году и открыт для публики в 1963 году. Из 15 музеев ВМС по всей стране, он единственный, который представляет полный обзор истории ВМС США. Постоянные и временные экспозиции посвящены героям и сражениям ВМС, а также его мирному вкладу служащих в разведку, дипломатию, космические полеты, навигацию и гуманитарные миссии. Музей ВМС США является единственным военно-морским музеем, который ведет хронику истории ВМС США с момента его создания до наших дней.
Ежегодно Музей ВМС США посещают более 90 000 человек. Вход бесплатный.